# زیست‌پذیری سامانه‌های ستاره‌ای دوگانه

شماتیک سامانهٔ ستاره‌ای دوگانه با سیاره‌ای در مدار نوع S و سیاره‌ای دیگر در مدار نوع P.

سیارات در سامانه‌های ستاره‌ای دوگانه ممکن است نامزد میزبانی زیست فرازمینی باشند. زیست‌پذیری سامانه‌های ستاره‌ای دوگانه توسط عواملی زیاد و منابعی مختلف تعیین می‌شود. تخمین‌های معمولی اغلب نشان می‌دهند که ۵۰٪ یا بیشتر از تمام سامانه‌های ستاره‌ای، ستاره‌های دوگانه هستند. این تخمین ممکن است ناشی از جهت‌گیری ذهنی ساده‌ای باشد، زیرا ستارگان پرجرم و درخشان، تمایل به دوتایی بودن دارند و این اجرام به راحتی قابل مشاهده و فهرست‌بندی هستند. تجزیه و تحلیل دقیق‌تر نشان داده‌است که ستارگان کم‌نور رایج‌تر، معمولاً تکی هستند، بنابراین تا دو سوم تمام سامانه‌های ستاره‌ای، تکی هستند.
گفته می‌شود سیاراتی که فقط به دور یک ستاره در یک جفت دوتایی می‌چرخند، دارای مدار "نوع S" هستند، در حالی که سیاراتی که به دور هر دو ستاره می‌چرخند دارای مدار "نوع P" یا " سیاره ستاره دوگانه " هستند. تخمین زده شده که ۵۰ تا ۶۰ درصد از ستارگان دوگانه قادر به پشتیبانی از سیارات خاکی قابل سکونت در محدوده مداری پایدار هستند.